# Anna Maria Mars
Anna Maria Mars (ur. 28 kwietnia 1904 we Lwowie, zm. 1989) – polska historyk sztuki, bizantynolog, działaczka emigracyjna.

## Życiorys
Absolwentka historii sztuki na Uniwersytecie Jagiellońskim (1927). Od 1926 pracowała w Katedrze Historii Sztuki Narodów Słowiańskich UJ (1928-1931 jako młodszy asystent). Doktorat z zakresu historii sztuki bizantyńskiej pisała pod kierunkiem Vojeslava Molè. Pracę Freski ruskie w katedrze sandomierskiej (Przyczynek do historii ruskiej kultury i sztuki w średniowiecznej Polsce) obroniła w 1931 roku.
Z Polski wyjechała z całą rodziną 17 września 1939 roku. Dotarła do Francji, a w 1942 roku do Wielkiej Brytanii. W Londynie pracowała w Ministerstwie Prac Kongresowych Rządu emigracyjnego w dziale rewindykacji zabytków kierowanym przez Karola Estreichera.
Po 1945 znalazła się na emigracji. Brała udział w pracach Komitetu na rzecz Edukacji Polaków w Wielkiej Brytanii (Committee for Education of Poles in Great Britain) i Tymczasowego Komitetu Skarbu dla Spraw Polskich (Interim Treasury Committee for Polish Questions). Anna Mars pracowała w dziale stypendialnym, otaczającym opieką polskich studentów w Oksfordzie, Cambridge i Londynie. W grudniu 1951 roku Anna wraz z braćmi: Piotrem Wandyczem i Witoldem Marsem wyjechała do Nowego Jorku, gdzie osiedliła się na stałe. Mieszkając w Stanach Zjednoczonych zaangażowała się w działalność Polskiego Ruchu Wolnościowego Niepodległość i Demokracja. Była sekretarzem Rady Kobiet zza Żelaznej Kurtyny. O istnieniu tej grupy i jej pracach informowała opinię publiczną. Od marca 1974 do marca 1987 była członkiem Rady Instytutu Józefa Piłsudskiego w Ameryce. W tej placówce zajmowała się m.in. porządkowaniem zbiorów archiwalnych.
W 1988 roku wróciła do Polski i zamieszkała w Krakowie. Zmarła w 1989. Jest pochowana w rodzinnej kaplicy grobowej Marsów w Limanowej.

## Rodzina
Była wnuczką Antoniego Józefa Marsa, drugą córką Tadeusza Grzegorza Marsa (1864-1918) i Stefanii z Dunikowskich. Jej młodszym bratem był Witold Mars, malarz, rysownik i ilustrator. Jej przyrodnim bratem był Piotr Wandycz (1923-2017), profesor, polski historyk, zamieszkały w USA (Stefania z Dunikowskich po śmierci męża wyszła w 1919 roku za Damiana Wandycza).

## Zainteresowania badawcze
W pracy we Freski ruskie w katedrze w Sandomierzu postawiła tezę, że są one śladem przenikania stylu późnobizantyńskiego z Bałkanów na Ruś i są ogniwem pośrednim na tej drodze przez Wołoszczyznę i Mołdawię. Według badaczki przedstawienia są zgodne ikonografią bizantyńską tzw. renesansu Paleologów. Mars dokonała też przeglądu prac uczonych polskich i obcych omawiających wpływ sztuki ruskiej i bizantyńskiej na ziemiach Rzeczypospolitej. Wybuch wojny przerwał jej badania podobnie jak innej uczennicy Vojeslava Molè – Celiny Filipowicz-Osieczkowskiej.

## Publikacje
- Die Kunst Des Christlichen Ostens In Der Polnischen Wissenschaftlichen Literatur, „Byzantinische Zeitschrift” 32 (1932), s. 336–345.
- Freski ruskie w katedrze w Sandomierzu, „Sprawozdania z Czynności i Posiedzeń Polskiej Akademii Umiejętności” 1931, s. 7–10.
- Cultural Losses of Poland. Index of Polish Cultural Losses During the German Occupation, 1939–1944, edited by C. Estreicher in Collaboration with Anna Maria Mars and Jerzy Zarnecki, London 1944.
- Polish miniature painters in the first half of the 16th century, London: The Burlington Magazine 1945 (nadbitka z „The Burlington Magazine for Connoisseurs” 86 (1945), nr 502, s. 17–20).
- Helena d’Abancourt, [w:] Straty kultury polskiej 1939–1944, red. Adam Odręga (Jan Hulewicz) i Tymon Terlecki, Glasgow: Książnica Polska 1945, t. 2, s. 451–455.